# Javier Lozano Alarcón
Javier Lozano Alarcón (Puebla de Zaragoza, 21 de noviembre de 1962) es un abogado y político mexicano, miembro del Partido Acción Nacional. Fue secretario del Trabajo y Previsión Social durante el gobierno del presidente Felipe Calderón entre 2006 y 2011.

## Trayectoria
Es abogado y maestro de la Escuela Libre de Derecho e inició su carrera en el gobierno en la Secretaría de Hacienda y Crédito Público, donde fue director de Autorización y Control de Crédito Externo, Coordinador de Asesores del Subsecretario de Normatividad y Control Presupuestal y director general de Normatividad y Desarrollo Administrativo, de 1989 a 1994 durante el gobierno de Salinas de Gortari; en 1994 fue nombrado contralor general de Petróleos Mexicanos (PEMEX) y posteriormente subsecretario de Comunicaciones y oficial mayor de la Secretaría de Comunicaciones y Transportes siendo titular de ésta Carlos Ruiz Sacristán y Subsecretario de Comunicación Social de la Secretaría de Gobernación bajo Diódoro Carrasco Altamirano además de Presidente de la Comisión Federal de Telecomunicaciones, todos estos cargos en el gobierno de Ernesto Zedillo. 
Dentro del Partido Revolucionario Institucional (PRI) fue vocero del partido y luego fue vocero de la campaña de Francisco Labastida para la presidencia en 2000, ese mismo año fue candidato a diputado federal, sin conseguir el cargo. En 2005 renuncia al PRI y, el 30 de junio de 2007, se afilió como miembro del Partido Acción Nacional (PAN).
Fundador y primer Presidente del Instituto del Derecho de las Telecomunicaciones (IDET); materia de la cual fue además consultor con la firma Javier Lozano y Asociados, S.C., especializada en consultoría orientada a proyectos vinculados con la tecnología y regulación en materia de telecomunicaciones, manejo y estrategia de medios de comunicación.

### Secretaría del Trabajo
El 1 de diciembre de 2006 asumió como titular de la Secretaría del Trabajo y Previsión Social en el gobierno de Felipe Calderón. Renunció como secretario del Trabajo el 14 de diciembre de 2011, para buscar ser candidato del PAN al Senado de la República por el estado de Puebla, siendo sustituido por Rosalinda Vélez Juárez.

### Senado de la República
Del 2012 a 2016 fue Senador de la República por el Estado de Puebla, y se desempeñó como Presidente de la Comisión de Comunicaciones y Transportes; Secretario de la Comisión de Trabajo y Previsión Social; Secretario de la Comisión de Cultura e integrante de la Comisión de Radio, Televisión y Cinematografía. Fue miembro de la Comisión de Defensa Nacional, de Puntos Constitucionales y miembro de la Comisión Permanente. También fue Vicecoordinador de Política Interior del Grupo Parlamentario del PAN en el Senado. Solicitó licencia indefinida en enero de 2017 para incorporarse al gobierno de Puebla.

### Gobierno de Puebla
En febrero de 2017, Lozano fue nombrado como Jefe de Oficina del gobernador de Puebla, Antonio Gali Fayad, además de desempeñar los cargos de vocero de la administración estatal y presidente ejecutivo de la Coordinación de Transparencia. En agosto de 2017, Lozano renunció a los cargos en el gobierno del estado para volver a su posición como senador y anunció sus intenciones de buscar la candidatura del Partido Acción Nacional (PAN) para la gubernatura.

### Renuncia al PAN
El 9 de enero de 2018, Javier Lozano renunció al PAN por desacuerdos con Ricardo Anaya, exdirigente del partido y precandidato a la presidencia por la coalición Por México al Frente. Lozano calificó a Anaya de «un joven dictador». El político también recriminó a Rafael Moreno Valle Rosas, exgobernador de Puebla y aspirante a la candidatura del PAN, por no haberle consultado cuando declinó por Anaya.
Al día siguiente, 10 de enero, Lozano fue presentado como vicecoordinador de Mensaje y uno de los voceros de campaña de José Antonio Meade.

## Controversias

### Censura contra Carmen Aristegui
En 2012 Joaquín Vargas, presidente de MVS Comunicaciones, denunció que el gobierno federal encabezado por Calderón, a través de Javier Lozano; quien era uno de los principales operadores políticos de ese gobierno, presionó a su empresa para no recontratar a Carmen Aristegui, después de la salida de esta de manera controvertida, con la extorsión de que en caso de hacerlo sus concesiones serían revocadas. Según Vargas, Lozano le dijo: “Si recontratas a Aristegui, a tu proyecto se lo lleva la chingada”.
La salida de la periodista se dio después que en una entrevista con Gerardo Fernández Noroña, este señalara de supuesto alcoholismo a Felipe Calderón.

### Caso Zhenli Ye Gon
En un operativo de la policía federal realizado en 2007, denominado “Operación Dragón”, fueron decomisados 205 millones de dólares al empresario mexicano de origen chino Zhenli Ye Gon en su mansión de Lomas de Chapultepec, acusado de fabricación de drogas sintéticas. Este se presentó como uno de los mayores decomisos en operativos contra el narcotráfico.
En una entrevista después de su detención declaró que el dinero no le pertenecía y que fue obligado por Javier Lozano, entonces integrante de la campaña de Felipe Calderón, a resguardarla en su domicilio. Ese dinero sería usado para financiar la campaña presidencial de Calderón o para una operación de sabotaje si el candidato perdía los comicios.
En extenso reportaje de Univision sobre el caso, un informante de la DEA afirmó que ese dinero fue una aportación de Arturo Beltrán Leyva a la campaña presidencial de Calderón, esperando a cambio recibir protección en su gobierno.
Ye Gon dijo que había sido amenazado de muerte por Javier Lozano para resguardar ese dinero, diciéndole la frase: “O cooperas o cuello”. Javier Lozano negó estas acusaciones y dijo que demandaría a Ye Gon, aunque después se desistió.

### Polémica con Gael García y Diego Luna
El 6 de diciembre de 2017, el actor mexicano Gael García Bernal escribe en su Twitter sobre la Ley de Seguridad Interior etiquetando a Javier Lozano comparándolo con Donald Trump y criticando su ortografía, a lo que éste le responde: "Me encantan tus películas. Dedícate a eso Teacher"  sugiriéndole implícitamente a Gael García que no se involucrara en temas políticos, con lo que comienza un debate en la red social de microblog Twitter, entre los dos personajes públicos, donde incluso Diego Luna, amigo de Gael García, escribió en su Twitter etiquetando a Javier Lozano: "¿Pedirle a un ciudadano que no opine? Que triste el nivel de @JLozano. Y más triste nuestro futuro en manos de políticos como este.". Lozano criticó la ortografía del último tuit de Diego Luna y la cuenta de Twitter de la RAE lo corrigió analizando ortográficamente la frase: "Y más triste nuestro futuro en manos de políticos como este".